# Branilla
Branilla o Cueto Bustitur es un cerro situado en el municipio cántabro de Lamasón (España). En la parte más destacada hay un vértice geodésico que marca una altitud de 930,70 m s. n. m. en la base del pilar. Se puede subir a través de pistas que parten de la carretera entre Quintanilla y Puentenansa.